# Markstruktur
Markstruktur är det sätt som olika slags markpartiklar är lagrade och förbundna med varandra. Markstrukturen beskriver alltså hur marken är uppbyggd. Markpartiklar är enskilda jordpartiklar, sammansatta partiklar (aggregat), humus, döda växtrester mm.
Beskrivning
Markstrukturen eller jordstrukturen beskriver hur jordens fasta partiklar arrangerar sig till varandra och hålrummen mellan dem. Strukturen bestäms av hur olika individuella jordgranulat klumpar ihop sig, binder och aggregerar sig till varandra, vilket resulterar i olika volym av jordporer mellan dem.
Markstrukturen har stor påverkan på hur vatten och luft rör sig i jorden, på biologisk aktivitet, rottillväxt och frögroning.